# Gmina Laszki
Die Gmina Laszki ist eine Landgemeinde im Powiat Jarosławski der Woiwodschaft Karpatenvorland in Polen. Ihr Sitz ist das gleichnamige Dorf. Der Ortsname Laszki ist verwandt mit der ukrainischen Bezeichnung Lachy bzw. Lendizen für Polen.

## Gliederung
Zur Landgemeinde (gmina wiejska) Laszki gehören folgende 13 Dörfer mit einem Schulzenamt (sołectwo):
Bobrówka
Bukowina
Charytany
Czerniawka
Korzenica
Laszki
Miękisz Nowy
Miękisz Stary
Tuchla
Wietlin
Wietlin Pierwszy
Wietlin Trzeci
Wietlin (osada)
Wysocko
Eine weitere Ortschaft der Gemeinde ist Tuchla (osada).